# 寿志郎
寿志郎（日语：／，1968年—2016年6月15日），本名小林廣（日语：／），日本插画家，擅长如同凹版照片般艳丽而肉感的女性插图，受漫画家江口寿史影响。业余爱好是看足球比赛。

## 生平
寿志郎出身于群马县利根郡利根村（现沼田市利根町），毕业于群马县立沼田高等学校。1991年，在东京理科大学就读4年级时，因摩托车事故造成颈椎损伤，导致颈下瘫痪，落下严重残疾，后来离开了大学。24岁时，他在一家康复中心被鼓励用嘴叼着笔作画，并自学绘画。据说画女性角色，是因为无论如何画的话，有干劲的主题是好的。
2003年，参与了以女子职业为题材的科乐美数码娱乐PS2软件《搏击玫瑰》角色设计制作，同样协助续篇《搏击玫瑰XX》。2010年，在群马县厅昭和大楼举办了个人展。因只靠嘴作画的经过，参与了面向障碍者的插图艺术教本的制作合作。
他于2016年6月15日凌晨因心脏病逝世，其讣告由亲属在Facebook上公开，享年47岁。

## 主要作品

### 角色设计
- 搏击玫瑰 (KONAMI)
- 搏击玫瑰XX（日语：ランブルローズXX） (KONAMI)

## 其他
- 《数码绘的文法（日语：デジ絵の文法）》第三季第18话「寿志郎〜艳发沙滩排球美女〜」出演
- 《寿志郎個展》 2010年3月26日-4月6日举办于群馬县庁（日语：群馬県庁舎）昭和大厦
- 《国际剑术振兴协会画廊》2010年8月，本庄早稻田站（JR上越新干线）检票口旁
- 《寿志郎插图技术01》NPO法人“带状制图”

## 脚注
1. 1 2 3 4  .   [2025-02-04]. （原始内容存档于2015-09-07）.
2. 1 2  イラストレーターの寿志郎氏が死去 口でペン、ゲーム「ランブルローズ」のキャラデザイン 産経ニュース 2016年6月15日
3. 1 2  マンガナビ クリエイターインタビュー 20101010
4. ↑  『デジ絵の文法』（第18回、出演時のコメント）
5. ↑  寿志郎HP＞プロフィール
6. ↑  . スポニチアネックス. 2016-06-15  [2016-06-15]. （原始内容存档于2024-04-29）.